# Heliotropium anchusanthum
Heliotropium anchusanthum là loài thực vật có hoa trong họ Mồ hôi. Loài này được Hiern mô tả khoa học đầu tiên năm 1898.